# Campodorus laevipectus
Campodorus laevipectus är en stekelart som först beskrevs av Thomson 1894.  Campodorus laevipectus ingår i släktet Campodorus och familjen brokparasitsteklar. Arten är reproducerande i Sverige. Inga underarter finns listade.